# Atlanta Tennis Championships 2010
L'Atlanta Tennis Championships 2010 è stato un torneo di tennis giocato sul cemento.
Era la 23ª edizione dell'evento, chiamato quest'anno Atlanta Tennis Championships, che faceva parte della categoria ATP World Tour 250 series nell'ambito dell'ATP World Tour 2010. 
Si è giocato all'Atlanta Athletic Club di Johns Creek, sobborgo di Atlanta negli USA, dal 19 al 25 luglio 2010 ed è stato il 1° evento delle US Open Series del 2010.

## Partecipanti

### Teste di serie
| Giocatore        | Nazionalità | Ranking* | Testa di serie |
| ---------------- | ----------- | -------- | -------------- |
| Andy Roddick     | Stati Uniti | 9        | 1              |
| John Isner       | Stati Uniti | 18       | 2              |
| Lleyton Hewitt   | Australia   | 31       | 3              |
| Horacio Zeballos | Argentina   | 43       | 4              |
| Janko Tipsarević | Serbia      | 46       | 5              |
| Mardy Fish       | Stati Uniti | 49       | 6              |
| Xavier Malisse   | Belgio      | 58       | 7              |
| Benjamin Becker  | Germania    | 67       | 8              |

- Ranking al 12 luglio 2010.

### Altri partecipanti
Giocatori che hanno ricevuto una Wild card:
- Andy Roddick
- James Ward
- Donald Young

Giocatori passati dalle qualificazioni:

- Igor' Kunicyn
- Nick Lindahl
- Gilles Müller
- Ryan Sweeting

## Campioni

### Singolare
Mardy Fish ha battuto in finale  John Isner con il punteggio di 4–6, 6–4, 7–6(4)

### Doppio
Scott Lipsky /  Rajeev Ram hanno battuto in finale  Rohan Bopanna /  Kristof Vliegen con il punteggio di 6–3, 6(4)–7, [12–10]